# Алжиро-итальянские отношения
Алжиро-итальянские отношения — двусторонние отношения Алжира и Италии в политической, экономической и иных сферах.

## История
В 1970-х годах Италией были проведены различные мероприятия в области строительства общественных сооружений, поддержки промышленности, сельского хозяйства. Итальянские специалисты осуществили восстановление Бастиона 23 (центра искусства и культуры Алжира), реставрацию древней крепости Касба.

## Дипломатические отношения
Сотрудничество осуществляется в энергетической сфере, борьба с нелегальной иммиграцией.
В 2003 году был подписан договор о дружбе, сотрудничестве и добрососедстве.
В ноябре 2007 года в Альгеро состоялся двусторонний саммит с участием президента Италии Романо Проди и президента Алжира Абдель Азиза Бутефлики.
Второй саммит был проведён 14 ноября 2012 года в Алжире между президентом Бутефлики и премьер-министром Италии Марио Монти.
Третий саммит был проведён 27 мая 2015 года в Риме с участием Маттео Ренци и Абдельмалека Селлала.
6-7 ноября 2021 года состоялся государственный визит президента Италии Серджо Маттарелла в Алжир.

## Договорно-правовая база
Между странами подписано 10 соглашений, в том числе:
- Договор о дружбе, сотрудничестве и добрососедстве (27.01.2003)
- Соглашение о культурном, научном и технологическом сотрудничестве (03.06.2002)
- Конвенция о гражданской и коммерческой взаимопомощи (22.07.2003)
- Соглашение о сотрудничестве в области поисково-спасательных работ на море (14.11.2012)
- Соглашение о сотрудничестве в области морского транспорта (14.11.2012)
- Соглашение о сотрудничестве в области охраны окружающей среды (17.07.2002)

## В области экономики
Италия является первой по объёму страной-импортёром Алжира, и третьей страной-экспортёром.
На африканском конитиненте Алжир является ведущим торговым партнёром Италии.
Действует итальяно-алжирский бизнес-форум.
В 2020 году объём товарооборота составил 5,83 млрд евро. Из них 3,14 млрд — импорт Италии, 1,94 млрд экспорт Италии.
Большую часть экспорта Алжира составляет природный газ. Алжир экспортирует 21 млрд м3 газа в Италию в год. В апреле 2022 года страны подписали соглашение на поставки дополнительно 9 млрд м3 газа в год.
Алжир импортирует машины, продукцию нефтепереработки, химикаты, изделия из железа и стали.
В Алжире действует около 200 итальянских компаний.

## В области культуры
Действует Итальянский культурный институт Алжира.